# Bağlantılı Hak Sahibi Fonogram Yapımcıları Meslek Birliği
La Bağlantılı Hak Sahibi Fonogram Yapımcıları Meslek Birliği (MÜ-YAP) è un'organizzazione non governativa non a scopo di lucro che tutela l'industria musicale della Turchia e i musicisti, interpreti, autori e compositori che ne fanno parte. È membro dell'International Federation of the Phonographic Industry.

## Certificazioni

### Album

#### Artisti turchi
| Certificazione | dal 2003 al 2005 | dal 2006 al 2013 | dal 2013 |
| -------------- | ---------------- | ---------------- | -------- |
| Oro            | —                | 100 000          | 50 000   |
| Platino        | —                | 200 000          | 100 000  |
| Diamante       | 300 000          | 300 000          | 150 000  |

#### Artisti internazionali
| Certificazione | dal 2003 al 2005 | dal 2006 al 2013 | dal 2013 |
| -------------- | ---------------- | ---------------- | -------- |
| Oro            | —                | 5 000            | 3 000    |
| Platino        | —                | 10 000           | 5 000    |
| Diamante       | 20 000           | 20 000           | 10 000   |

### Singoli
| Certificazione | dal 2013 |
| -------------- | -------- |
| Oro            | 25 000   |
| Platino        | 50 000   |
| Diamante       | 75 000   |

## Classifiche
Nel corso degli anni in Turchia si sono alternate diverse classifiche per i singoli: 
- la Türkçe Top 20, che monitora l'airplay delle sole canzoni in lingua turca; inizialmente redatta dalla Nielsen SoundScan, è attualmente pubblicata dalla compagnia britannica Radiomonitor.
- la Türkiye Top 20, che monitorava le vendite fisiche e digitali dei brani internazionali; redatta da Billboard Türkiye dal 2006, è stata soppressa nel 2010, anno in cui il magazine statunitense ha cessato le pubblicazioni nel paese.
- la Turkish Rock Top 20 Chart, che monitorava le canzoni rock in lingua turca, pubblicata anch'essa da Billboard Türkiye.
- la Turkey Songs, lanciata da Billboard il 15 febbraio 2022 nell'ambito del progetto Hits of the World, compila le venticinque canzoni più vendute e riprodotte in streaming nel paese.

Non è mai esistita invece una classifica dedicata agli album, nonostante il mercato sia ampiamente orientato su di essi e le vendite vengano annunciate frequentemente dalla stessa MÜ-YAP.